# جيف فوستر
جيف فوستر (بالإنجليزية: Geoff Foster)‏ هو مهندس ومهندس الصوت بريطاني، ولد في 5 مايو 1965 في لندن في المملكة المتحدة.

## وصلات خارجية
- جيف فوستر على موقع IMDb (الإنجليزية)
- جيف فوستر على موقع ميوزك برينز (الإنجليزية)
- جيف فوستر على موقع ديسكوغز (الإنجليزية)